# 喬許·斯科文
喬許·斯科文（英語：Josh Scowen；1993年3月28日—）是一位英格蘭足球運動員。在場上的位置是中場。現效力於英甲球隊韋甘比。

## 外部連結
- Wycombe Wanderers profile
- 足球数据库：喬許·斯科文的球员统计数据